# Federação Uzbeque de Voleibol
A Federação Uzbeque de Voleibol  (em inglês: Uzbekistan Volleyball Federation ,  UVF) é  uma organização fundada em 1992 que governa a pratica de voleibol no Uzbequistão, sendo membro da Federação Internacional de Voleibol e da Confederação Asiática de Voleibol, a entidade é responsável por  organizar  os campeonatos nacionais de  voleibol masculino e feminino no país.